# Geely Emgrand EC8
Der Emgrand EC8 ist ein PKW der chinesischen Marke Emgrand, welche die „Premium“-Marke von Geely war. Ab der Einstellung der Marke Emgrand wurde das Modell von Geely als Geely Emgrand EC8 vermarktet.
Der EC8 war das zweite Modell der Marke Emgrand nach dem Kompaktklasse-Wagen Emgrand EC7. Der Wagen basiert auf der Studie Geely GC aus dem Jahre 2008. Der Preis des EC8 beginnt bei 106.000 RMB für den 2,0-l-Motor mit manueller Schaltung. Versionen mit Automatikgetriebe beginnen bei 118.000 RMB. Diese Preise ähneln stark etwa einem Chevrolet Epica.
Die Motoren mit 2,0 und 2,4 l Hubraum stammen von Mitsubishi, der Wagen erfüllt die Euro-IV-Abgasnorm. Für den kleinen Motor ist ein Automatikgetriebe  optional; für den größeren ist es serienmäßig. Für chinesische Autos keineswegs üblich, sind Fahrer- und Beifahrer-Airbags serienmäßig; zu den höheren Ausstattungslinien gehören auch seitliche. Das Spitzenmodell verfügt über Reifendrucksensoren.

## Technische Daten
|                                             | 2.0L-5MT               | 2.0L-6MT               | 2.0L-6AT                 | 2.4L-6AT                 |
| Motorkenndaten                              |                        |                        |                          |                          |
| Motortyp                                    | R4-Ottomotor           | R4-Ottomotor           | R4-Ottomotor             | R4-Ottomotor             |
| Hubraum                                     | 1997 cm³               | 1997 cm³               | 1997 cm³                 | 2375 cm³                 |
| max. Leistung bei min−1                     | 104 kW (141 PS) / 6000 | 104 kW (141 PS) / 6000 | 104 kW (141 PS) / 6000   | 112 kW (152 PS) / 5700   |
| max. Drehmoment bei min−1                   | 178 Nm / 4000–4500     | 178 Nm / 4000–4500     | 178 Nm / 4000–4500       | 210 Nm / 4000–4500       |
| Kraftübertragung                            |                        |                        |                          |                          |
| Antrieb                                     | Vorderradantrieb       | Vorderradantrieb       | Vorderradantrieb         | Vorderradantrieb         |
| Getriebe, serienmäßig                       | 5-Gang-Schaltgetriebe  | 6-Gang-Schaltgetriebe  | 6-Gang-Automatikgetriebe | 6-Gang-Automatikgetriebe |
| Messwerte                                   |                        |                        |                          |                          |
| Höchstgeschwindigkeit                       | 180 km/h               | 180 km/h               | 160 km/h                 | 180 km/h                 |
| Beschleunigung, 0–100 km/h                  | 13,0 s                 | 13,0 s                 | 18,0 s                   | 13,0 s                   |
| Leergewicht                                 | 1490 kg                | 1490 kg                | 1540 kg                  | 1540 kg                  |
| Kraftstoffverbrauch auf 100 km (kombiniert) | 9,2 l Super            | 9,2 l Super            | 9,7 l Super              | 9,7 l Super              |
| Tankinhalt                                  | 63 l                   | 63 l                   | 63 l                     | 63 l                     |